# Joonas Lehtivuori

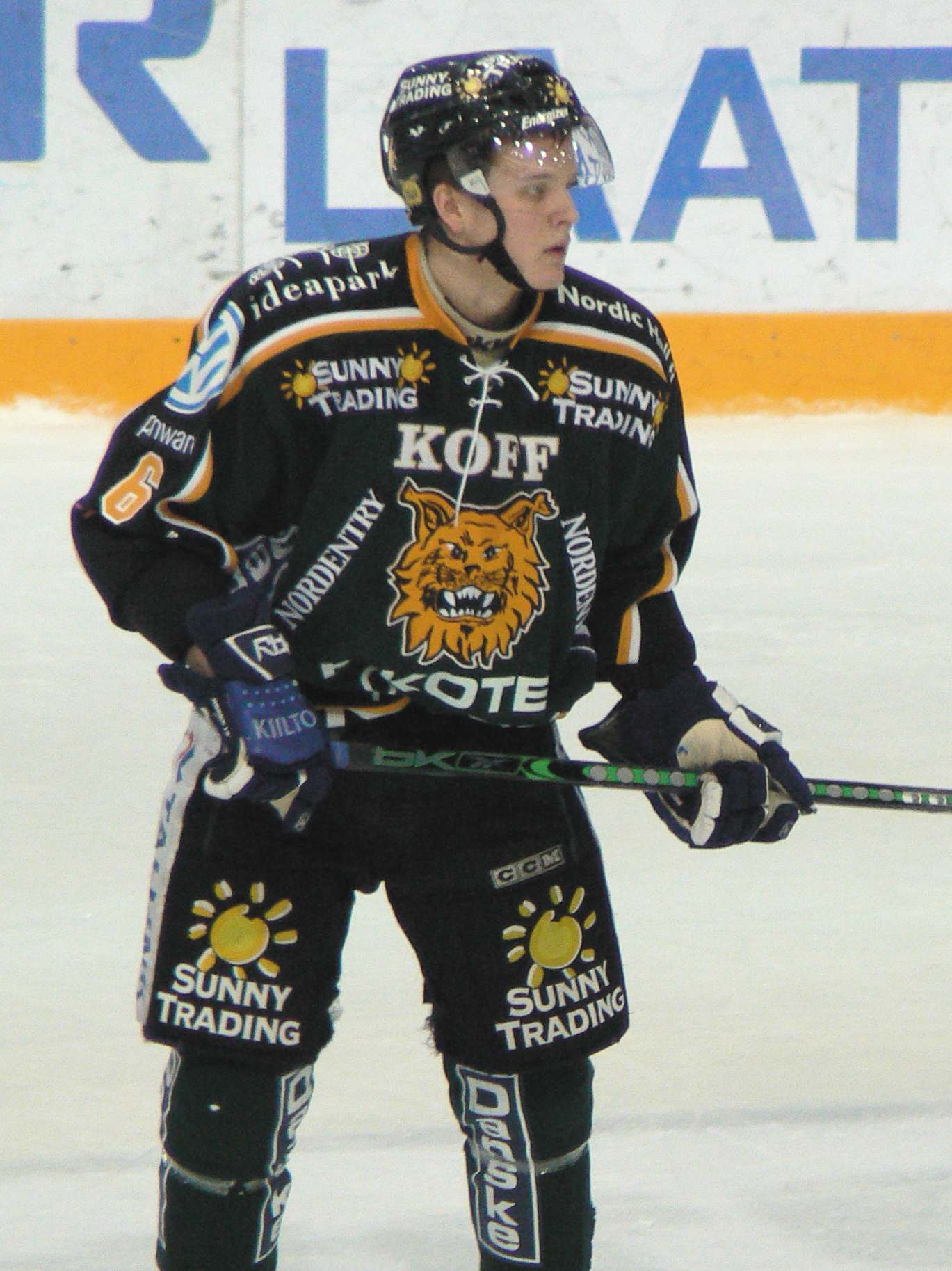
Joonas Lehtivuori under en match för Ilves Tampere i februari 2008.

Joonas Lehtivuori, född 19 juli 1988 i Birkala, är en finländsk professionell ishockeyback som spelar för HPK i FM-ligan.
Lehtivuori valdes av Philadelphia Flyers i fjärde rundan som 101:e spelare totalt i 2006 års NHL-draft.

## Statistik

### Klubbkarriär
Senast uppdaterad 9 april 2015
| 2005–06         | Ilves               | SM-liiga        | 1   | 0  | 0  | 0  | 0  | — | — | — | — | — |
| 2006–07         | Ilves               | SM-liiga        | 40  | 0  | 0  | 0  | 18 | 4 | 0 | 0 | 0 | 0 |
| 2007–08         | Ilves               | SM-liiga        | 48  | 8  | 13 | 21 | 10 | — | — | — | — | — |
| 2008–09         | Ilves               | SM-liiga        | 44  | 4  | 8  | 12 | 16 | — | — | — | — | — |
| 2009–10         | Adirondack Phantoms | AHL             | 66  | 5  | 18 | 23 | 18 | — | — | — | — | — |
| 2010–11         | Adirondack Phantoms | AHL             | 32  | 2  | 7  | 9  | 24 | — | — | — | — | — |
| 2010–11         | KalPa               | SM-liiga        | 19  | 0  | 2  | 2  | 14 | 4 | 0 | 1 | 1 | 2 |
| 2011–12         | Modo Hockey         | Elitserien      | 54  | 3  | 9  | 12 | 18 | 6 | 0 | 0 | 0 | 4 |
| 2012–13         | Modo Hockey         | Elitserien      | 55  | 3  | 15 | 18 | 16 | 5 | 0 | 0 | 0 | 2 |
| 2013–14         | Modo Hockey         | SHL             | 38  | 5  | 1  | 6  | 18 | 2 | 0 | 0 | 0 | 0 |
| 2014–15         | Modo Hockey         | SHL             | 52  | 3  | 4  | 7  | 40 | 1 | 0 | 0 | 0 | 0 |
| SM-liiga totalt | SM-liiga totalt     | SM-liiga totalt | 152 | 12 | 23 | 35 | 58 | 8 | 0 | 1 | 1 | 2 |
| AHL totalt      | AHL totalt          | AHL totalt      | 98  | 7  | 25 | 32 | 42 | — | — | — | — | — |

### Internationellt
| År            | Lag           | Turnering     |    | Matcher | Mål | Assist | Poäng | Utv |
| ------------- | ------------- | ------------- | -- | ------- | --- | ------ | ----- | --- |
| 2006          | Finland       | U18-VM        | 6  | 1       | 2   | 3      | 12    |     |
| 2008          | Finland       | JVM           | 6  | 0       | 1   | 1      | 6     |     |
| Junior totalt | Junior totalt | Junior totalt | 12 | 1       | 3   | 4      | 18    |     |